# Heterospilus aciculatus
Heterospilus aciculatus är en stekelart som först beskrevs av Léon Abel Provancher 1888.  Heterospilus aciculatus ingår i släktet Heterospilus och familjen bracksteklar. Inga underarter finns listade i Catalogue of Life.